# Archembia dilata
Archembia dilata är en insektsart som beskrevs av Ross 2001. Archembia dilata ingår i släktet Archembia och familjen Archembiidae. Inga underarter finns listade i Catalogue of Life.